# Эльментейта (культура)

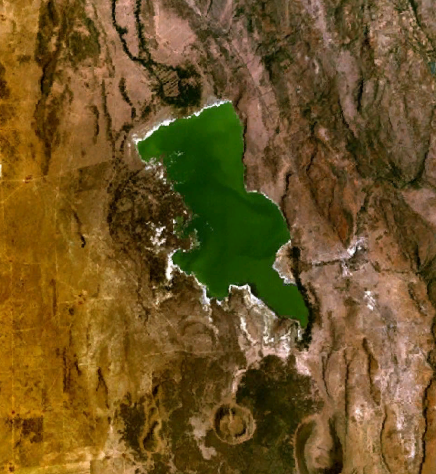
Спутниковое изображение озера Элментейта

Культура Эльментейта или Эльментеита (англ. Elmenteita) — археологическая культура эпохи мезолита и неолита (датируется 5 000 — 4 000 лет до н. э.), которая существовала на западных равнинах Кении в Восточной Африке.
Названа по могильнику (в пещере Гембль) в Кении, расположенному примерно в 120 км к северо-западу от Найроби.

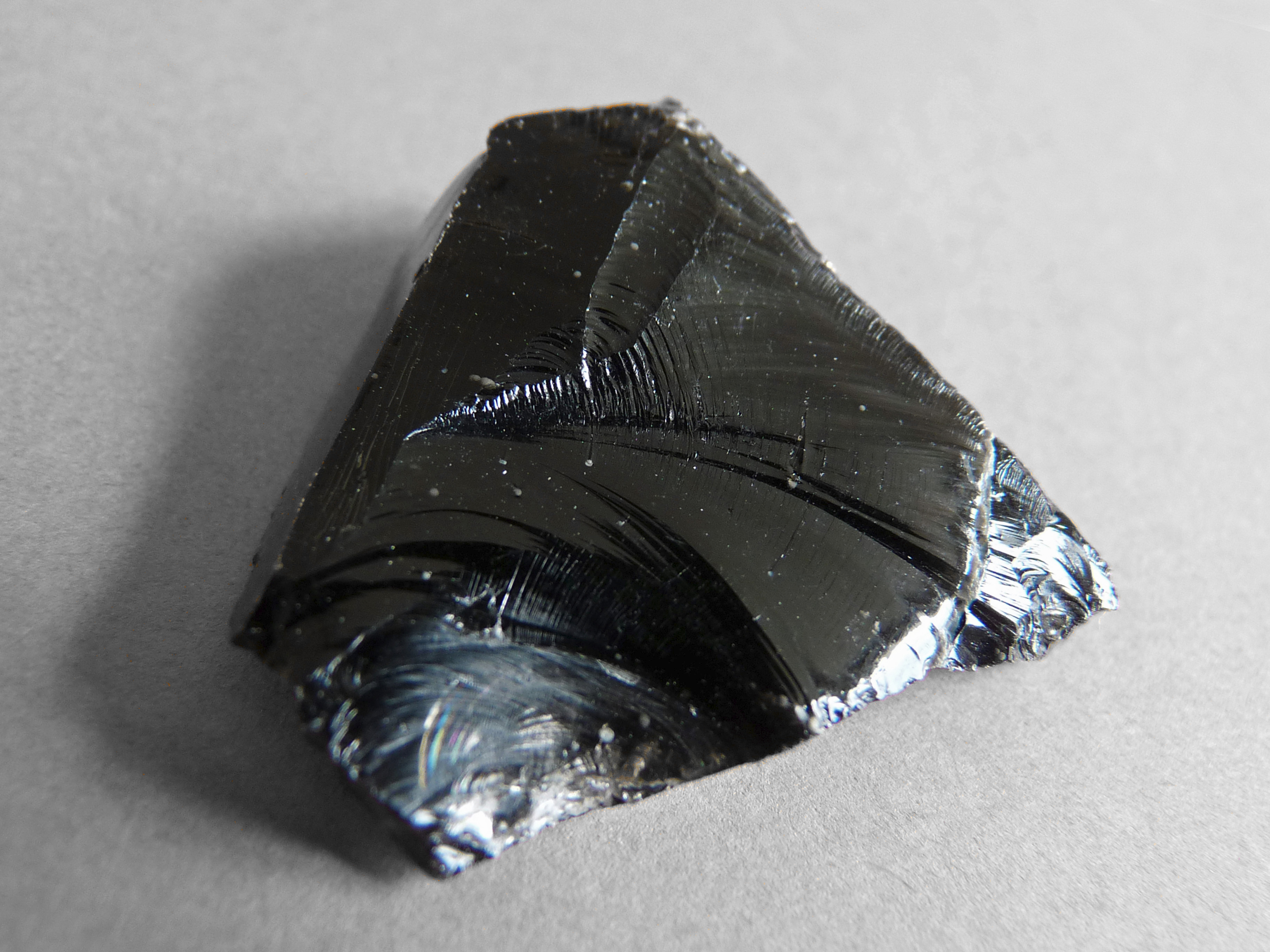
Пластина обсидиана из могильника

В 1927—1928 годах в районе озера Эльментейта проводились археологические раскопки под руководством англичанина Л. Лики.
В ходе раскопок были обнаружены скелеты ископаемых людей. Находки были сделаны в пещере вблизи озера. Кости находились в скорченном положении и были густо посыпаны охрой.
Судя по кремнёвым орудиям и остаткам керамики, люди из Эльментейта жили в эпоху неолита. Они отличались высоким ростом, значительно удлинённым черепом, узким и высоким лицом. Антропологически они близки к другим ископаемым людям эпохи неолита и мезолита, кости которых открыты в Кении в районе озёр Накуру и Найваша, а также в ущелье Олдовай в Танзании. Орудия из обсидиана: удлинённые пластины с затупленным краем, скребки, резцы, микролиты. Керамика — кубки и кувшины. Находки каменных сосудов и разнообразных бус свидетельствуют о связях с другими неолитическими культурами.
Люди из Эльментейты и других указанных мест относятся к древнеэфиопскому антропологическому типу.
Культура Эльментейта была впервые описана Л. Лики в 1931 году. Аналогичные находки археолог осуществил также в пещере у реки Ньоро (1938).